# Antonin z Piacenzy
Antonin z Piacenzy, również Antoni, wł. Antonino (Antonio) di Piacenza (zm. ok. 303 w Travo koło Piacenzy) – rzymski żołnierz legendarnej Legii Tebańskiej, męczennik i święty Kościoła katolickiego.
O kulcie św. Antoniego świadczył biskup Rouen św. Wiktryk ok. 396 roku słowami O Piacenzę troszczy się Antoni. Późniejsze Martyrologium Hieronimiańskie wymienia już św. Antonina wspominanego 30 września obok Ursusa i Wiktora straconych w Soluthurn na terenie dzisiejszej Szwajcarii.
Przez wiele lat przypisywano mu opis podróży do Ziemi Świętej odkryty w 1640 roku, dlatego też często mylony jest z pątnikiem Anonimem z Piacenzy (+570).
Święty Antonin jest patronem Piacenzy i szwajcarskiego miasta Sant'Antonino.
Jego relikwie znajdują się w bazylice jego imienia w Piacenzy (wł. Basilica di S. Antonino di Piacenza) pod ołtarzem głównym obok szczątków pierwszego biskupa diecezji w latach 322–357.